# Pustków-Osiedle

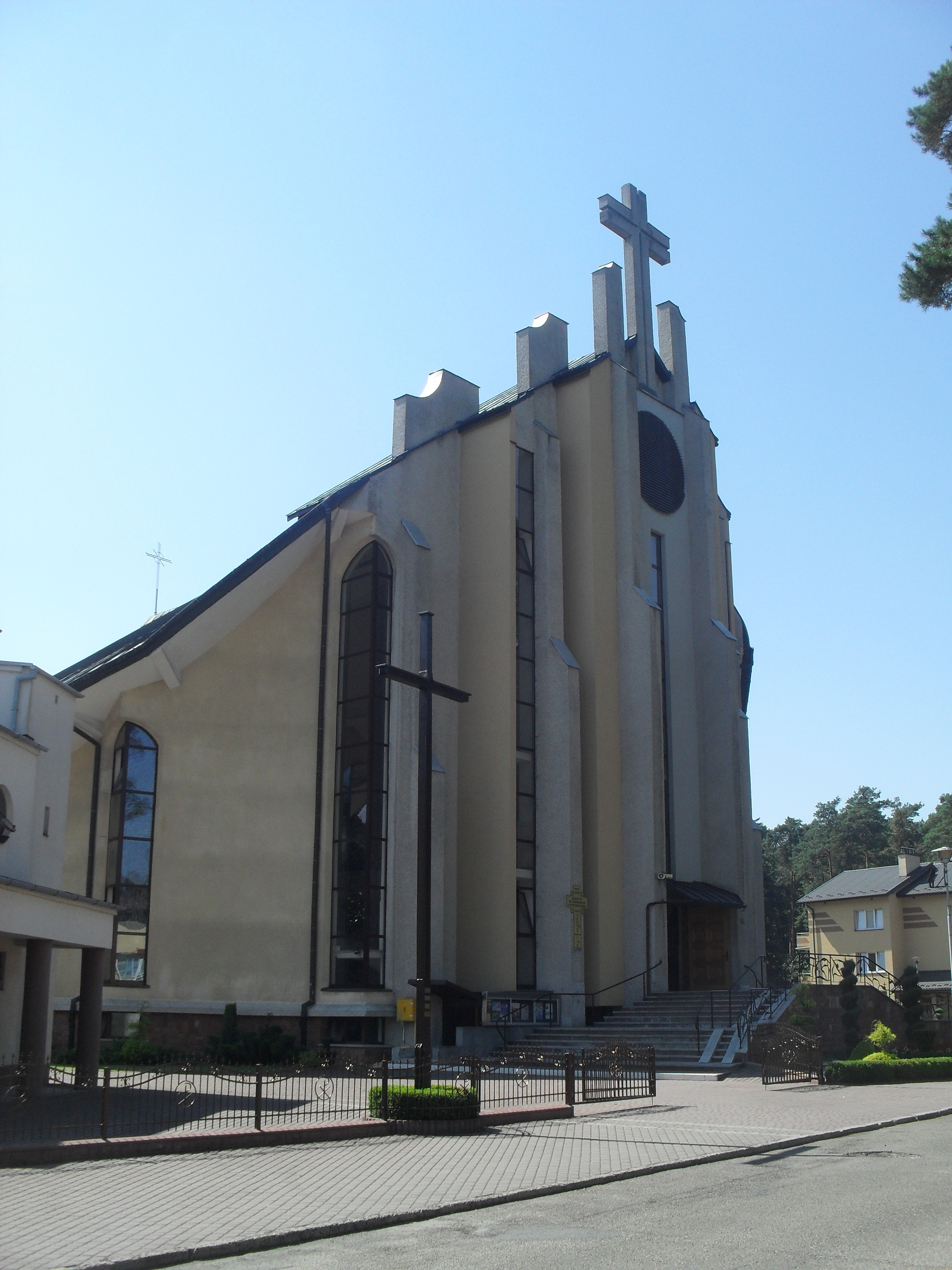
Kościół św. Stanisława BM

Pustków-Osiedle – wieś w Polsce położona w województwie podkarpackim, w powiecie dębickim, w gminie Dębica. Do 2000 roku był to przysiółek wsi Pustków.
Miejscowość jest siedzibą rzymskokatolickiego dekanatu Pustków-Osiedle i parafii pw. św. Stanisława BM.

## Historia
Początkowo obszar dzisiejszego Pustkowa-Osiedla był pokrytą lasem częścią wsi Pustków. Pierwsze budynki powstały w latach trzydziestych XX wieku, kiedy w ramach inwestycji Centralnego Okręgu Przemysłowego rozpoczęto wznoszenie zakładów przemysłowych na terenie Pustkowa. W 1937 we wspomnianym lesie otaczającym wieś uruchomiona została fabryka tworzyw sztucznych „Lignoza” SA, produkująca także amunicję. Ponieważ w okolicy brakowało fachowców, sprowadzono liczne firmy budowlane. Dla zatrudnionych w fabryce robotników wybudowano bloki mieszkalne, co w połączeniu z licznymi sklepami nadało osiedlu charakter miejski. Do komunikacji używane były rowery, pracownicy posiadali także motocykle. Wzrosła materialna stopa życia, odbywały się niedzielne festyny i zabawy na wolnym powietrzu.
Podczas II wojny światowej w trakcie okupacji niemieckiej na terenie miejscowości powstał z rozkazu Naczelnego Dowództwa Wehrmachtu w 1940 poligon SS „Heidelager” („Ostpolen”, „Dębica”), na którym testowano broń rakietową V-1 i V-2. Ocenia się, że w czasie istnienia poligonu w utworzonym na południe od niego u podnóża Królowej Góry obozie Pustków zamordowanych zostało ok. 15 000 więźniów: 7000 Żydów, 5000 jeńców radzieckich i 3000 Polaków.
Po wojnie istniejące zakłady wznowiły produkcję. Powstawać też zaczęły nowe. Od 2000 Pustków-Osiedle jest odrębną miejscowością.

## Architektura
Osiedle zaprojektowane w 1938 miało swobodne rozplanowanie na terenie wysokopiennego lasu sosnowego. Usytuowano je na płaskim obszarze, około kilometra na zachód od zakładów, po południowej stronie drogi łączącej przedsiębiorstwo ze stacją kolejową w Kochanówce i drogą Dębica - Sandomierz. Wszystkie domy miały dwie kondygnacje z podpiwniczeniem i budowane były z cegły ceramicznej. Osiedle składać się miało docelowo z: willi dyrektora, dzielnicy inżynierskiej (sześć budynków), dzielnicy urzędniczej (siedem budynków), hotelu, dzielnicy majsterskiej (dwa budynki), garaży, remizy strażackiej, budynków robotników budowlanych, kościoła i dzielnicy robotniczej (dwa bloki galeriowe).
Do wybuchu II wojny światowej zrealizowano około 35% zabudowy mieszkaniowej (zakłady zbudowano w około 80%). Wzniesiono 51 mieszkań, hotel na 21 miejsc, remizę, garaże i kościół. Mury piwniczne i zewnętrzne miały 55 cm grubości, wewnętrzne konstrukcyjne 35 cm, a działowe 13 cm. Założono gęstożebrowe stropy Ackermana. Biegi schodów były żelbetowe. Wille przykryto dachami czterospadowymi, domy majstrów dwuspadowymi, a robotnicze pulpitowymi. Konstrukcja dachów była drewniana. Domy dyrektorskie, urzędnicze i inżynierskie posiadały centralne ogrzewanie, a w budynkach dla majstrów i robotników zamontowano piece. Piwnice służyły jako schrony przeciwlotnicze, a na osiedlu wykopano zygzakowate rowy ochronne.
Willa dyrektorska miała ogółem 206,5 m² (120,7 m² powierzchni mieszkalnej). Obszerny salon miał 19,7 m², gabinet 20,3 m², pokój dzienny oraz jadalnia 27 m², a sypialnie (na piętrze) 23,4 i 23 m². Na piętrze wydzielono część mieszkalną dla służby. Podłogi częściowo wykonano z drewna dębowego, a posadzki w sanitariatach i łazienkach z terakoty. Tynki wewnętrzne były wapienne, a zewnętrzne wapienno-cementowe. W piwnicy znajdowała się kotłownia centralnego ogrzewania, skład opału, pralnia i pomieszczenia gospodarcze. Wille inżynierskie miały podobny standard wykonania. Ich powierzchnie wynosiły 143,6 m² i 149,4 m². Wille urzędnicze wzniesiono według jednego projektu powtarzalnego. W każdej były po dwa mieszkania o identycznym rozplanowaniu (parter i piętro z oddzielnymi wejściami). Piwniczny piec centralnego ogrzewania służył obu mieszkaniom. Parterowe miało taras, a to na piętrze balkon. Standard budowlany i wykończenia był taki sam jak w willach inżynierskich. Powierzchnia użytkowa mieszkania urzędniczego wynosiła 97,7 m², a mieszkalna 58,4 m². Budynki dla majstrów miały po cztery mieszkania (po dwa na parterze i piętrze). Plan był taki sam, po obu stronach klatki schodowej, w lustrzanym odbiciu. Użytkowa powierzchnia tych mieszkań wynosiła 64,3 m², a mieszkalna 38,5 m². Mieszkania robotnicze ulokowano w blokach galeriowych, które miały jedną klatkę schodową pośrodku. W każdym bloku było po sześć mieszkań na parterze i piętrze. Rozplanowanie było identyczne. Do poszczególnych mieszkań wchodziło się z galerii. Powierzchnia użytkowa wynosiła w tym przypadku 35 m², a mieszkalna 27,6 m².

## Przemysł
- LERG S.A – producent żywic syntetycznych na bazie mocznika, melaminy, fenolu i formaliny oraz żelkotów[9] a także szpachlówek poliestrowych do renowacji karoserii samochodowych[10].
- Kronospan HPL Pustków – producent laminatów

## Kultura i oświata
- Zespół Szkół Zawodowych im. Marii Skłodowskiej-Curie
- Zespół Szkół z Oddziałami Integracyjnymi w Pustkowie Osiedlu – obiekt dysponuje halą sportową
- Dom Kultury

## Sport
- Klub Sportowy „Chemik”
- GOSIR Gminy Dębica[11]
- Klub Siatkarski „Fizyk Pustków-Osiedle”[12]